# Konishi Yukinaga

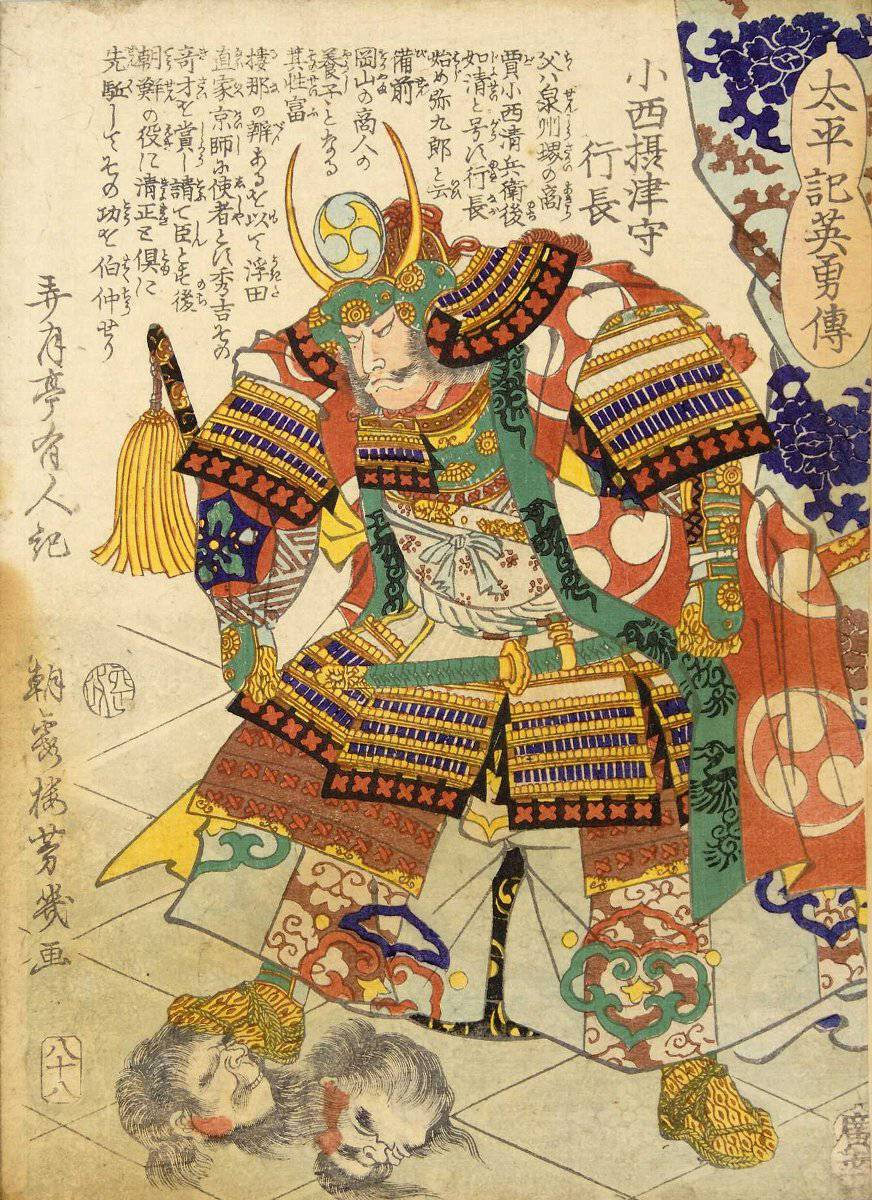
Konishi Yukinaga.

Konishi Yukinaga (小西 行長), bautizado con el nombre de Agustín (Agostinho en portugués), vivió desde el año 1558 hasta el 6 de noviembre de 1600. Fue un daimyō japonés bajo las órdenes de Toyotomi Hideyoshi durante el período Azuchi-Momoyama de la historia de Japón.

## Primeros años
Konishi Yukinaga era el segundo hijo de un rico comerciante de Sakai, Konishi Ryūsa. La esposa de Ryūsa también fue bautizada con el nombre de Magdalena. Más tarde fue adoptado por un comerciante de Okayama llamado Totoya Kuroemon. No se sabe con certeza cuándo comenzó a convertirse en samurái. Sin embargo, llamó la atención del daimyo de Okayama, Ukita Naoie.

Mon del clan Konishi.

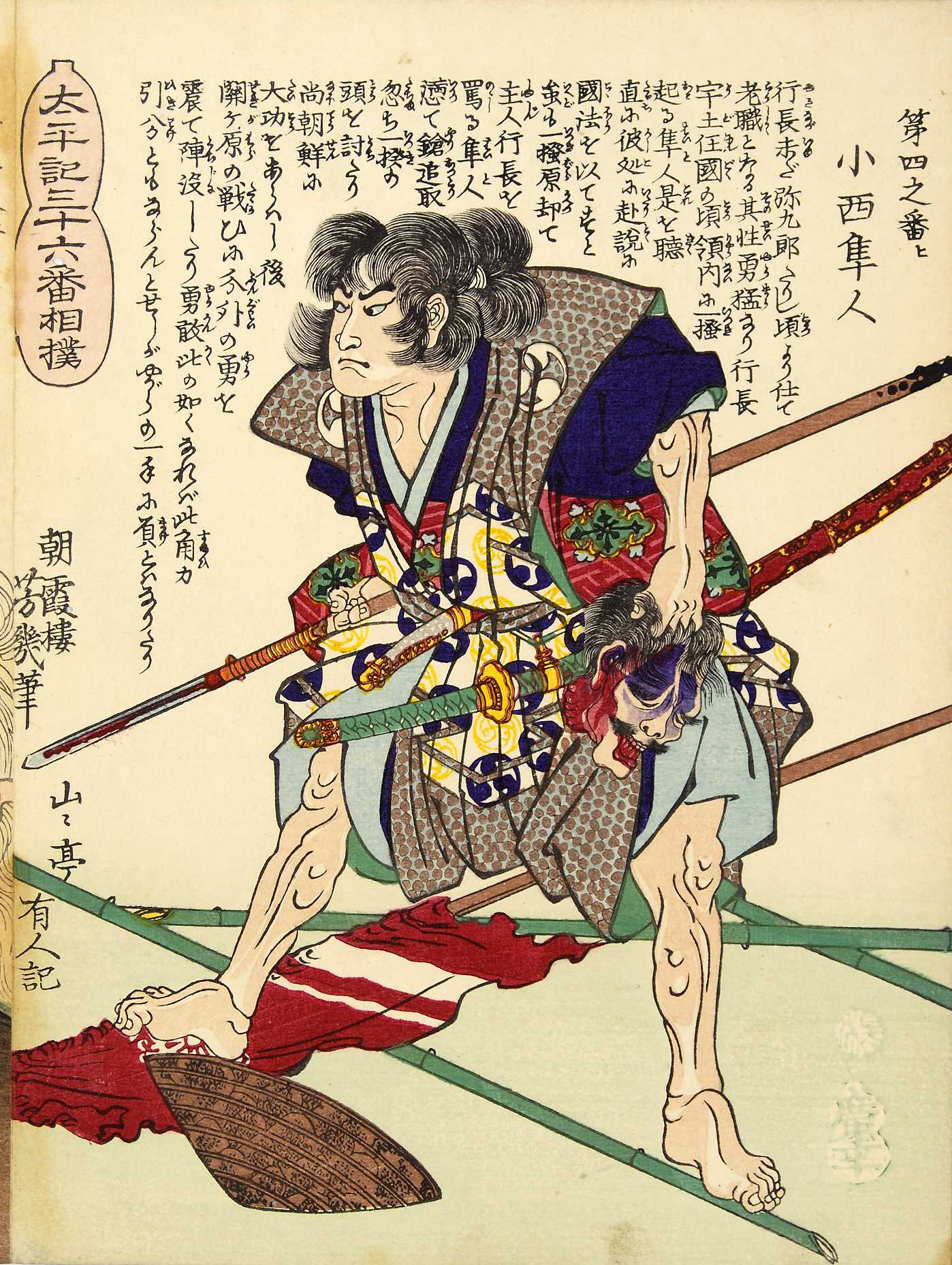
Kunishi Yukikage, hermano menor de Konishi Yukinaga.

Existe la teoría de que su adopción por parte de un comerciante de Okayama no fue una coincidencia, sino que fue una maniobra de su padre, Ryusa. Ryusa ya había estado en contacto con el clan Oda, que planeaba apoderarse de la región de Chūgoku. El clan Ukita sería el actor clave en la campaña de Oda en Chugoku contra el clan Mōri, que estaría liderado por Toyotomi Hideyoshi. Sin embargo, para entonces, el clan Ukita era aliado del clan Mōri. Yukinaga, que tenía una conexión con los Oda, sirvió como enlace entre el clan Ukita y el clan Toyotomi, facilitando la rendición de los Ukita. Sin la ayuda del clan Ukita, Toyotomi Hideyoshi podría estar en serios problemas. Hideyoshi valoraba mucho esta ayuda, ya que consideraba que este período era la mayor crisis de su vida.
La deserción de Ukita Naoie permitió a los Oda tener una vida tranquila en la región de Chūgoku. Pudieron sofocar fácilmente la rebelión de Araki Murashige porque Ukita impedía que los Mōri ayudaran a Araki. Más tarde, Araki Murashige se vengaría del padre y el hijo de Konishi acusándolos de un delito falso. Fueron confinados temporalmente, pero al final lograron demostrar su inocencia.

## Servicio bajo el mando de Hideyoshi

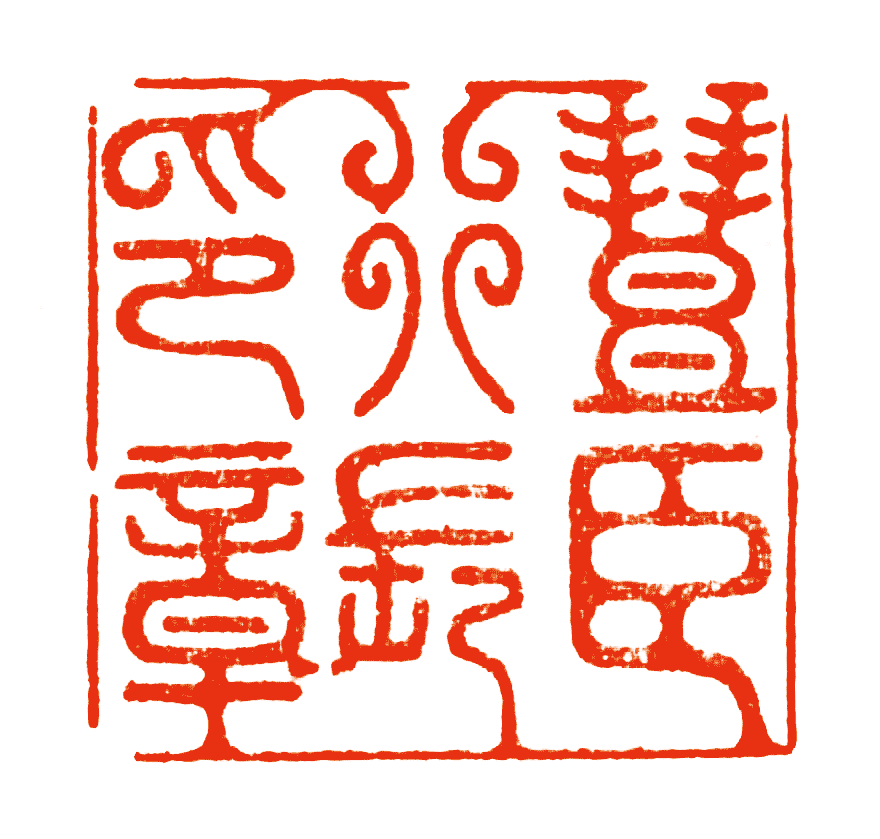
Sello de Toyotomi Yukinaga.

Debido a los orígenes humildes de Toyotomi Hideyoshi, no tenía vasallos hereditarios. Muchos samuráis también se negaron a servirle. Por esta razón, Ryusa hizo que toda su familia sirviera a Hideyoshi. Incluso la madre de Yukinaga, Magdalena Wakusa, sirvió a la esposa de Hideyoshi como dama de compañía. El propio Yukinaga sirvió como "comandante del mar" de Hideyoshi. Debido a que muy pocos vasallos de Oda entendían el transporte naval y la batalla, su carrera avanzó rápidamente. Llevó a sus flotas a unirse al ataque de inundación durante el Asedio de Takamatsu y el Asedio del Castillo de Ōta. También comandó una armada durante la Invasión de Shikoku y la Invasión de Kyushu. Por su servicio, se le dio el derecho a usar el apellido Toyotomi. Después de sofocar el levantamiento local en la provincia de Higo, se le concedió un feudo de 250.000 koku en la mitad sur de esa provincia.
Yukinaga estaba en contra de invadir otros países, pero participó en una delegación a las Filipinas españolas para ofrecer ayuda en una posible invasión conjunta de China, y más tarde acabó liderando las fuerzas iniciales bajo el mando de Toyotomi Hideyoshi para invadir la dinastía Joseon en la Guerra Imjin. Yukinaga, que creía que conquistar China era imposible, lanzó una guerra relámpago en Corea para capturar al rey de Joseon y poner fin a la guerra por la vía diplomática antes de que llegara el ejército de la dinastía Ming. Derrotó a Kato Kiyomasa en la carrera hacia Seúl. Sin embargo, cuando llegó a la capital, el rey había huido, por lo que la persecución continuó hasta Pyongyang.

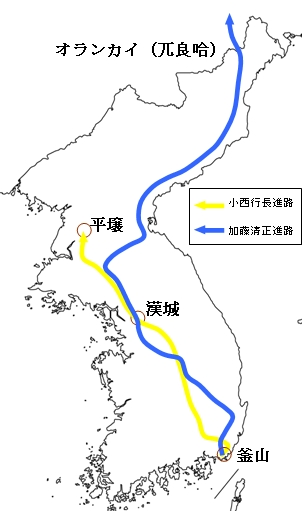
Ruta de Yukinaga Konishi durante la Guerra Imjin (línea amarilla).

Durante su estancia en Pyongyang, el ejército japonés sufrió una crisis logística. Envió a su hermano, Yoshichiro, para persuadir a Hideyoshi de que abandonara la conquista de la dinastía Ming y se estableció en 5 provincias de Joseon por la vía diplomática. Hideyoshi lo aprobó y les dijo a los otros generales que vigilaran a Yukinaga en Pyongyang.
Sin embargo, Yukinaga fue estafado por su socio de negociación, Shen Weijing (沈惟敬), quien exigió una tregua de 50 días. Shen dijo que volvería a Pekín para conseguir que el emperador aprobara la petición de Yukinaga. En realidad, estaba ganando tiempo para que el ejército de la dinastía Ming resolviera la rebelión de Ningxia. Para empeorar las cosas, los chinos atraparon a un desertor coreano, que formaba parte de la red de inteligencia de Yukinaga, y lo torturaron hasta que confesó. La red fue expuesta y destruida. Como resultado, Yukinaga solo supo que el ejército de la dinastía Ming había entrado en Joseon unos días antes del Asedio de Pyongyang de 1593. Al final, Pyongyang cayó y Yukinaga se retiró a Seúl.
Poco después, debido a una crisis logística de ambos lados, la dinastía Ming y Japón acordaron negociar con Yukinaga a cargo del proceso de negociación. Hideyoshi emitió 7 demandas, que luego se suavizaron a 3 demandas (4 provincias de Joseon, un príncipe coreano como rehén y comercio tributario con la dinastía Ming). El objetivo de la negociación era poner a Japón por encima de Corea dentro del sistema tributario de China (sistema cefeng). Sin embargo, la parte china no logró resolver este problema porque pensó que estaba ganando. Después de todo, fue Japón quien exigió la paz; el lado de la dinastía Ming no vio ninguna razón por la que debería conceder la demanda de Hideyoshi.
Cuando se enteró de que la dinastía Ming ignoró las 3 demandas y solo estaba dispuesta a concederle a Hideyoshi una investidura, Yukinaga, que no estaba dispuesto a renunciar a los tratados de paz, hizo que Hideyoshi pasara por la ceremonia de investidura sin que él supiera que el emperador no le había concedido sus 3 demandas.
Después de la ceremonia, Hideyoshi estaba de buen humor y envió algunos mensajeros a los enviados chinos, diciéndoles que preguntaran lo que quisieran. Los chinos preguntaron cuándo devolvería Japón el territorio ocupado de Joseon. Cuando Hideyoshi escuchó eso, se enojó. Hideyoshi usó el hecho de que el lado coreano no envió a un príncipe como rehén como excusa para romper la tregua.
El fracaso casi llevó a Yukinaga a cometer seppuku. Sin embargo, Mashita Nagamori lo persuadió de no hacerlo. Pronto se recuperó e intentó nuevamente persuadir a Corea para que enviara un príncipe para evitar que se reiniciara la guerra.
Para ganarse la confianza de sus oponentes, filtró secretos militares al lado coreano a través del general Kim Ung-seo. Le contó al lado coreano el plan de movilización de Japón. Kim Ung-seo lo creyó parcialmente, pero se perdió la parte más importante, que era cosechar el campo para dejar al ejército japonés sin comida y reubicar a los civiles en áreas remotas.
También le dijo al lado coreano el lugar de desembarco de Katō Kiyomasa, pidiendo a la marina coreana que atacara Kiyomasa. Sin embargo, el almirante Yi Sun-sin pensó que esto era una trampa. Como resultado, el rey coreano encarceló y torturó a Yi Sun-sin. Los japoneses aprovecharon esta oportunidad para destruir la mayoría de los barcos coreanos en la Batalla de Chilcheollyang.
La guerra comenzó de nuevo. Yukinaga actuó como vanguardia del Ejército de Izquierda Japonés durante el Sitio de Namwon. Defendió el castillo japonés de Suncheon y repelió a las fuerzas aliadas de la dinastía Ming (China) y de la dinastía Joseon.

## Campaña de Sekigahara

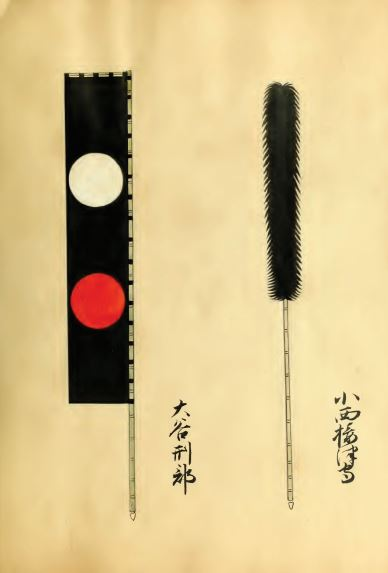
Hata-jirushi de Konishi Yukinaga (a la derecha).

Después de la muerte de Hideyoshi, Yukinaga regresó a Japón. Durante la guerra Imjin, había desarrollado una profunda amistad con Ishida Mitsunari, quien también quería detener la invasión extranjera de Hideyoshi. Los jesuitas escribieron que Mitsunari era el amigo especial de Yukinaga. En su propia carta, Mitsunari también mencionó que era particularmente cercano a Yukinaga.
Yukinaga defendió a Mitsunari durante su disputa con 7 generales. Cuando Mitsunari fue puesto bajo arresto domiciliario, Yukinaga quiso acompañarlo, pero Mitsunari se negó. Tokugawa Ieyasu quedó impresionado por la devoción que mostró hacia Mitsunari y lo elogió abiertamente: "Arriesgó su vida y todas sus propiedades para ayudar a su amigo". Después de eso, Ieyasu trabajó duro para ganarse la amistad de Yukinaga. Incluso sugirió que el heredero de Yukinaga se casara con su nieta. Yukinaga dudó. Dijo que estaba dispuesto a casar a su hijo con la nieta de Ieyasu si este dejaba de socavar la autoridad de Toyotomi Hideyori.
Más tarde, Yukinaga trabajó bajo las órdenes de Ieyasu para restablecer las relaciones diplomáticas con Corea. Durante este período, se enteró de que Ieyasu temía al poder extranjero e incluso sacrificaría el comercio exterior si fuera necesario. Sin comercio exterior, el cristianismo también sería prohibido. No había lugar para Yukinaga en el gobierno de Tokugawa. Esta razón lo llevó a decidirse a luchar contra Ieyasu.
Trajo 2000 tropas para unirse al lado de Ishida Mitsunari durante la Batalla de Sekigahara y dejó al resto de sus tropas en Uto. El número era pequeño en comparación con el número que dirigió en Corea. Ser la vanguardia de la campaña coreana había dañado significativamente su fuerza militar. Mitsunari y Ukita Hideie agregaron al menos 2000 más a ese número.
Yukinaga luchó valientemente, pero finalmente fue derrotado debido a la traición de varios daimyo.

## Muerte
Huyó al Monte Ibuki, pero sabiendo que no podía escapar, le dijo a un granjero que lo vendiera a Tokugawa. El granjero se negó y le recomendó que se hiciera seppuku. Yukinaga dijo que no se haría seppuku porque era cristiano. El granjero informó a Takenaka Shigekado que lo escoltara hasta el campamento del Ejército del Este.
Kuroda Nagamasa quería pedir una amnistía para él, pero Yukinaga dijo que no era necesario. Solo pidió reunirse con un sacerdote para su última confesión. Sin embargo, Ieyasu no se lo concedió.
Fue decapitado junto con Ishida Mitsunari y Ankokuji Ekei.

## Evaluación
Yukinaga no recibe una evaluación adecuada en Japón.[cita requerida] En la cultura pop japonesa, a menudo se lo representa como un burócrata débil similar a Ishida Mitsunari. Sin embargo, esta imagen no se sostiene cuando se la compara con materiales históricos chinos, coreanos o europeos. Esto se debe a que, a diferencia de otros comandantes militares, sus descendientes no pudieron producir mitos militares para jactarse de sus logros debido a su derrota en Sekigahara y a que era miembro de una religión que alguna vez estuvo prohibida.[cita requerida]
Si bien su derrota en el Asedio de Pyongyang de 1593 se cita a menudo como un ejemplo de su incompetencia militar, Hideyoshi no lo culpó por esta pérdida.[cita requerida] Las fuerzas de Konishi estaban superadas en número y en armamento, por lo que el resultado era generalmente de esperar. Los japoneses no tenían idea en ese momento de cómo defender una ciudad amurallada como Pyongyang, ya que no existía un diseño urbano de ese tipo en Japón. Más tarde, en la guerra imjin, las fuerzas japonesas construyeron sus propias fortalezas en lugar de confiar en las fortificaciones coreanas capturadas.
Como el único comandante japonés que se enfrentó solo al ejército principal Ming (y sin la protección de los castillos japoneses), los generales chinos lo tenían en alta estima,[cita requerida] ya que no era fácil retirarse sin ser derrotado después de ser derrotado por una fuerza claramente superior. El general Ming Yang Hao más tarde lo elogió a regañadientes por su gran talento. Cuando el ejército Ming atacó Kato Kiyomasa en Ulsan, se hicieron arreglos para asegurar que Yukinaga no reforzara las posiciones de Kiyomasa (aunque dado el rencor entre los dos comandantes esto era poco probable) a pesar de que sus fuerzas no estaban tan cerca de Ulsan como las de otros comandantes japoneses, lo que sugiere que los Ming lo consideraban un gran enemigo. ser una amenaza sustancial.
Yukinaga también fue elogiado por Oda Nobunaga por defender el territorio de Oda en el Mar Interior de Seto de la armada Mori, lo cual fue notablemente inusual ya que Nobunaga normalmente no prestaba atención a los protegidos de Hideyoshi.

## Apariencia

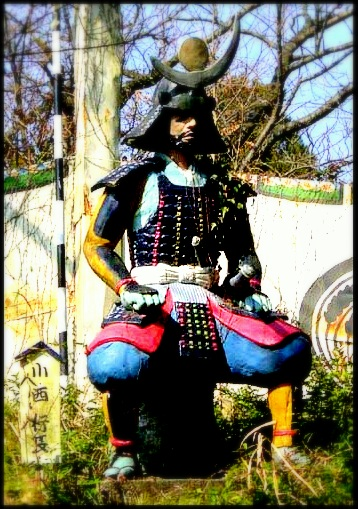
Armadura de Konishi Yukinaga.

No queda ningún retrato. Sin embargo, los informes de los jesuitas lo describen como alto y pálido, a diferencia de la gente común.
Los Registros Verídicos del Rey Seonjo lo describen como digno, alguien a quien no se debe tomar a la ligera.

## Cultura popular
Yukinaga es uno de los pocos samuráis que tiene más apariciones en la cultura pop coreana que en la cultura pop japonesa. A menudo aparecía como un villano importante en los dramas coreanos. Fue tratado con más simpatía en las novelas. La novela coreana 7 nyeon jeonjaeng, de Kim Seong-han (novelista), lo retrató como un trágico antihéroe que intentó detener la invasión de Corea por parte de Hideyoshi sin éxito.
El galardonado novelista japonés Shūsaku Endō lo describió como alguien celoso de Takayama Ukon, quien fue capaz de abandonarlo todo con gracia y dedicar toda su vida a Dios. Yukinaga fue descrito como un "hombre débil" que sufría un complejo de inferioridad por no poder abandonar el mundo fangoso y vivir una vida limpia como cristiano. Yukinaga de Endo era, de hecho, una persona que soportó una pesada cruz sin abandonarla aunque tuviera que gatear. en la tierra y lo hizo sin esperar nada a cambio.

### Televisión
- Interpretado por Jung Sung-ho en la serie de televisión de KBS1 de 2004-2005 Immortal Admiral Yi Sun-sin.
- Interpretado por Lee Kwang-Ki en la serie de televisión de KBS1 de 2015 Jingbirok.
- Interpretado por Park Dong-Ha en la serie de televisión de KBS1 de 2016 Imjin War 1592

### Libros
- Tetsu no Kubikase de Shūsaku Endō (1977).
- Shukuteki de Shūsaku Endō (1985).
- 7 nyeon jeonjaeng de Kim Seong-han (1985).

### Juegos
- Aparece como personaje en el videojuego Pokémon Conquest. Su Pokémon compañero es Audino.
- Aparece como personaje en el videojuego Saihai no Yukue.